# میکا کوپینن
میکا کوپینن (فنلاندی: Miika Koppinen؛ زادهٔ ۵ ژوئیهٔ ۱۹۷۸) بازیکن فوتبال اهل فنلاند بود.
از باشگاه‌هایی که در آن بازی کرده‌است می‌توان به باشگاه فوتبال ترومسو، باشگاه فوتبال یارو، و باشگاه فوتبال روزنبورگ اشاره کرد.
وی همچنین در تیم‌های ملی فوتبال زیر ۲۱ سال فنلاند و فنلاند بازی کرده‌است.